# Jesper Wamsler
Jesper Wamsler (født i Roskilde 1976) er en dansk forfatter og dramatiker. Han har gået på Forfatterskolen 1997-1999 og i BTS' Dramatikervæksthus 1998-2000.

## Udgivelser
- Fugl Phønix fortæller, Munksgaaard/Rosinante, 1996
- Stativ stakit kasket, Rosinante, 2001
- Zeppeliner, Gyldendal, 2007